# Emi van Driel
Emi van Driel (Breda, 11 de junio de 2000) es una jugadora de voleibol de playa neerlandesa.

## Carrera
Van Driel jugó sus primeros torneos con Raïsa Schoon en 2016. A nivel nacional, el dúo logró victorias en torneos en Vlissingen y Ameland y varios terceros puestos. En el Campeonato Mundial Sub-19 en Larnaka, Schoon/van Driel quedaron en el puesto 33. Lugar. En 2017 ganaron los torneos nacionales de Arnhem, Werkendam, Ameland y Hoek van Holland. Fueron eliminados tempranamente del torneo de tres estrellas del Circuito Mundial de Voleibol de Playa en La Haya. En el torneo de la CEV de Vilnius terminaron en el puesto 17. En el Campeonato Europeo Sub-18 de Kazán solo perdió en la final contra Bocharova / Voronina. En octubre quedaron novenos en el torneo de una estrella de Aalsmeer.
En 2018 ganaron los torneos nacionales en Zutphen, Arnhem y Vrouwenpolder. En el Mundial Sub-19 de Nankín quedó segunda después de otra derrota en la final ante Bochárova/Vorónina. En los Juegos Olímpicos de la Juventud de Buenos Aires acabaron novenas tras sufrir otra derrota ante las rusas en octavos de final. En 2019, en el Campeonato Mundial Sub-21 celebrado en Udon Thani, Schoon/van Driel terminaron en el trigésimo séptimo lugar.Schoon/van Driel ganaron los torneos de una estrella en Gotemburgo y Alba Adriatica en el Circuito Mundial de Voleibol de Playa. Quedó tercero en Budapest y Knokke-Heist y noveno en el torneo de dos estrellas de Zhongwei. En el Campeonato Europeo Sub-20 en Gotemburgo volvió a quedar segunda detrás de Bochárova/Vorónina. Schoon/van Driel también siguió cosechando éxito a nivel nacional. Ganaron los torneos de Utrecht y Vrouwenpolder y otras medallas.
En 2020 y 2021, van Driel formó dúo con su hermana mayor Mexime. En el primer año las hermanas sólo estuvieron activas a nivel nacional. Después de perderse por poco el podio en los primeros cuatro torneos, terminaron segundos en Breda y terceros en Utrecht. En su única aparición internacional en septiembre, en el torneo King of the Court en Utrecht, lograron el segundo puesto. En 2021 disputó los torneos 4 estrellas FIVB en Doha y Cancún y alcanzó los lugares 41, 41, 25 y 33. Con Raïsa Schoon, Emi van Driel volvió a perder en la final contra las rusas Botscharowa/Voronina en el Campeonato de Europa sub-22 de Baden.
En 2022, Pleun Ypma fue compañera de van Driel. Las neerlandesas ganaron el título de King of the Court en Hamburgo en junio. Desde finales de 2022, van Driel juega con Brecht Piersma. Ambas ganaron el torneo Future en La Haya en diciembre, se proclamaron campeonas de Países Bajos al año siguiente y luego obtuvieron el quinto puesto en el Campeonato Europeo de 2023 en Viena. Una temporada después, Kirsten Bröring y Emi van Driel formaron un nuevo dúo. Inicialmente lograron dos puestos finales en la serie nacional de playa. Sin embargo, su mayor éxito conjunto hasta la fecha se produjo el 16 de junio de 2024, cuando ganaron la final de la Copa de Naciones como selección nacional junto a Brecht Piersma y Wies Bekhuis, asegurando así a su país de origen un segundo puesto en los Juegos Olímpicos de París 2024. Sin embargo, el Comité Olímpico Neerlandés no aprovechó esto porque ninguno de las cuatro jugadoras cumplía los requisitos nacionales para participar.